# Klaas Kater
Klaas Kater (Amsterdam, 15 oktober 1833 – aldaar, 26 oktober 1916) was een Nederlands vakbondsleider. Hij richtte in 1877 het Nederlandsch Werkliedenverbond Patrimonium op.

## Biografie
Klaas Kater werd op 15 oktober 1833 in de Amsterdamse Wijdesteeg geboren. Zijn moeder, Grietje Jongejan, overleed toen hij één jaar oud was. Zijn vader, Jacob Kater, melkslijter, hertrouwde vier jaar later met Nelletje Frits. Zij overleed in februari 1844, zijn vader in juli 1847. Klaas werd met zijn broers en zusters opgenomen in het Amsterdamse Diaconieweeshuis. Aan zijn opleiding voor de zeevaart kwam daardoor te vroeg een einde.
In het weeshuis liet men hem aanvankelijk voor onderwijzer studeren, maar in mei 1850 besteedden de regenten hem via een doorgangshuis in Dodewaard in de Betuwe uit aan een tabaksplanter aldaar. In februari 1853 ging hij naar het naburige Hemmen, bleef daar tot april 1854 en trok vervolgens naar Andelst. In augustus 1854 meldde hij zich uit wanhoop als militair voor het Koninklijk Nederlandsch-Indisch Leger, maar kreeg snel spijt. Na een half jaar boerenknecht te zijn geweest aan de Amsteldijk in het toenmalige Nieuwer-Amstel, was hij in mei 1855 weer terug bij een tabaksplanter in Dodewaard. Hij bleef daar tot december 1856.
Hierna werd Kater bijbelcolporteur en bereisde hij ruim een jaar het grootste deel van Nederland en een deel van Vlaanderen te voet. Op deze reizen kwam hij in aanraking met de Zeeuwse predikant H.J. Budding, bij wie hij enige tijd in Goes in huis woonde. De tijd van 1847 tot 1858 was naar zijn zeggen fel bewogen. Hij voelde zich gedupeerd door de handelwijze van het weeshuisbestuur. In 1871 zond hij een pamflet naar de Hervormde Kerkeraad te Amsterdam met de titel 'Moeten uwe weezen zóó worden geregeerd?' en tijdens het Eerste Christelijk Sociaal Congres in 1891 kwam hij erop terug door een uitspraak te verlangen, dat er nooit sprake mag zijn van het publiek uitbesteden van weeskinderen. Kater oefende verschillende beroepen uit. Zo was hij steenkopersknecht in Amsterdam en Haarlemmermeer en begon hij na de winter van 1866/1867 zijn loopbaan als metselaar in Amsterdam.
Katers belangstelling voor de organisatie van werknemers ontstond in 1872, toen hij regelmatig stukken ging schrijven in het blad van Julien Wolbers, De Werkmansvriend. Hij werd lid van de metselaars- en opperliedenvereniging Door Eendracht Saamgebracht. De leden benoemden hem in een commissie, die een gesprek met de patroons moest aangaan. De bespreking had in maart 1872 een loonsverhoging van 15% tot gevolg, terwijl nog 10% in het vooruitzicht werd gesteld. Spoedig daarna werd Kater tot voorzitter van de vereniging gekozen. Hij kreeg toenemende bezwaren tegen aansluiting bij de radicale Internationale (het Nederlandsch Werklieden Verbond) en tegen het niet willen samenwerken met de patroons. Met ingang van 1 juli 1873 bedankte hij als voorzitter. In juni had hij geprobeerd een Nederlandsche Metselaarsbond op te richten, waarin aannemers, patroons en werklieden zouden samenwerken.
Op 17 maart en 21 juli 1874 deed Kater opnieuw pogingen een vereniging van patroons en werklieden in het timmer- en metselaarsvak op te richten onder de naam Samenwerking, maar deze bestond slechts kort. Begin 1874 was Kater als metselaar in dienst getreden bij bierbrouwerij De Gekroonde Valk van W. Hovy te Amsterdam. In dat jaar leerde hij W.C. Beeremans kennen, die met plannen rondliep voor een christelijke werkliedenvereniging. Aanvankelijk voelde Kater daar niet voor. Zij besloten J. Witmond in het overleg te betrekken. Dit leidde er toe ook B. Poesiat, Hovy en Wolbers uit te nodigen voor een gesprek op 3 januari 1876. Het resultaat was de oprichting van een werkliedenvereniging op christelijke grondslag, het Nederlandsch Werkliedenverbond. Op voorstel van Kater kreeg dit de naam Patrimonium (Vaderlijk erfdeel). Op 30 november 1876 werd een bestuur gekozen. Kater werd president, Poesiat tweede president. In andere plaatsen ontstonden in de volgende jaren soortgelijke organisaties. Deze sloten zich op 12 maart 1880 aaneen tot een landelijk Nederlandsch Werkliedenverbond Patrimonium. Kater werd de eerste voorzitter, Poesiat de eerste secretaris.
In de jaren hierna bezocht Kater veel plaatsen in het land om nieuwe afdelingen op te richten. Wolbers' weekblad De Werkmansvriend werd tot officieel orgaan van Patrimonium gekozen. De 'inwoning' leidde op den duur tot irritaties. Door het wetsontwerp tot regeling van de kinderarbeid werd een dieper meningsverschil openbaar tussen Kater en Poesiat enerzijds en Wolbers anderzijds. Kater meende dat de staat op dat gebied geen taak had. De ouders bleven verplicht voor hun kinderen te zorgen. Het verbond besloot in 1886 tot het uitgeven van een eigen orgaan, dat eveneens Patrimonium werd genoemd. Kater werd bezoldigd hoofdredacteur. Dit hield tevens de functie van 'vrijgestelde' voor het werk van het verbond in. In oktober 1886 nam hij daarom ontslag bij de bierbrouwerij.
Met ingang van 1 november 1888 werd tot een fusie besloten tussen de bladen Patrimonium en De Werkmansvriend. De redactie werd aan Kater en Wolbers gezamenlijk opgedragen. Kater verhuisde daardoor naar Utrecht, hetgeen hem dwong het voorzitterschap van de afdeling Amsterdam neer te leggen. Kater ging in april 1891 terug naar Amsterdam. Op de jaarvergadering van 1890 maakte Kater zich in zijn openingsrede tolk van de binnen Patrimonium bestaande onvrede over het niet-verkiezen van Patrimoniumleden in politieke organen. Hij meende dat de Anti-Revolutionaire Partij de geringeren onder de kiezers en 'het volk achter de kiezers' niet als haar 'houthouwers en waterputters' mocht gebruiken.
Bij de gemeenteraadsverkiezingen te Amsterdam in 1894 was Kater kandidaat, maar hij werd niet gekozen. Hij was ook enige keren kandidaat voor het lidmaatschap van de Tweede Kamer maar uitsluitend in districten waar hij geen kans maakte. Tegen het eind van de eeuw ontstond geleidelijk aan verzet tegen de allesoverheersende positie die Kater in Patrimonium innam als voorzitter, redacteur en administrateur. Jongeren als A.S. Talma, J. van der Molen en P. van Vliet Jr. wensten een andere koers in te slaan en vonden voor hun denkbeelden over vakorganisatie meer en meer aanhang. Een en ander leidde tot moeilijkheden, waaraan pas een einde kwam toen Kater in 1900 zijn landelijk voorzitterschap neerlegde. In feite had tweede voorzitter Van Vliet Jr. toen reeds een jaar de leiding. Kater werd tot ere-voorzitter benoemd en werd in 1901 benoemd als Ridder in de Orde van Oranje-Nassau. Eind 1905 verhuisde hij naar Oosterbeek. 
In 1913 keerde hij weer naar Amsterdam terug. Hier overleed hij drie jaar later in de avond van 26 oktober aan een beroerte.

## Publicaties
- Patrimonium (Vaderlijk erfdeel). Eene nieuwe beweging onder onze werklieden toegelicht. Amsterdam, 1876.
- Aan de Commissie van advies, den eere-voorzitter, de bestuurderen des Verbonds en de besturen der afdeelingen van Patrimonium te Amsterdam, 18 Juli 1886. Amsterdam, 1886.
- Eene familiegeschiedenis, naverteld. Amsterdam, 1905.